# Familia Callimachi

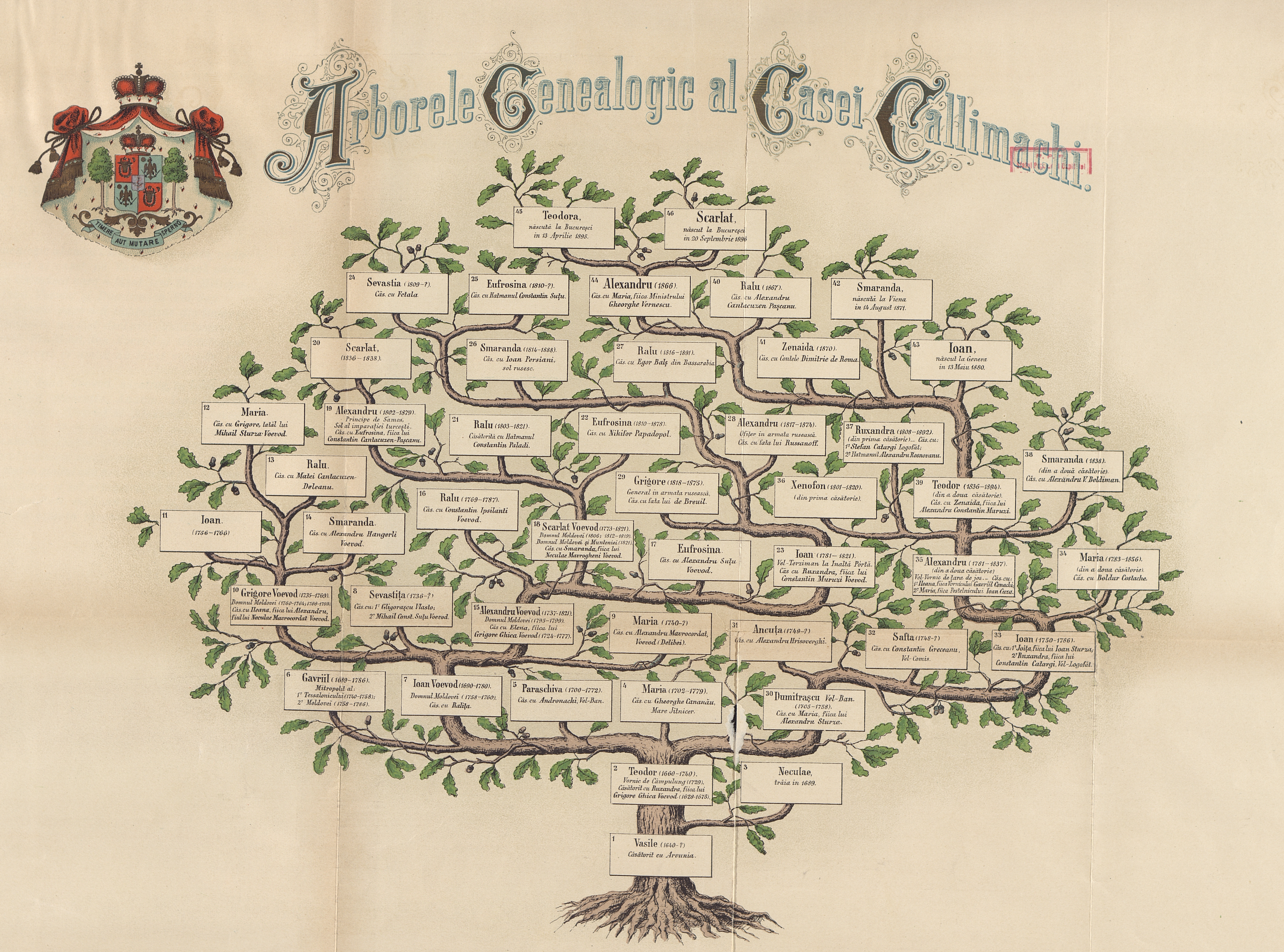
Arborele genealogic al familiei Callimachi (Alexandru D. Xenopol, 1897)

Callimachi, Calimachi ori Kallimachi (la origine Călmașul ori Călmașu) a fost o familie boierească moldo-greacă fanariotă, care a dat mai mulți domnitori ai Moldovei. La origini, a fost o familie de răzeși din zona Orhei din Basarabia . Familia mai are încă urmași în România zilelor noastre.  
Istoricii Constantin C. Giurescu și Dinu C. Giurescu afirmă în cartea "Istoria românilor din cele mai vechi timpuri până astăzi" la pagina 496, că familia Callimachi este una românească și că la început se numea Calmășul.

## Blazonul familiei Callimachi

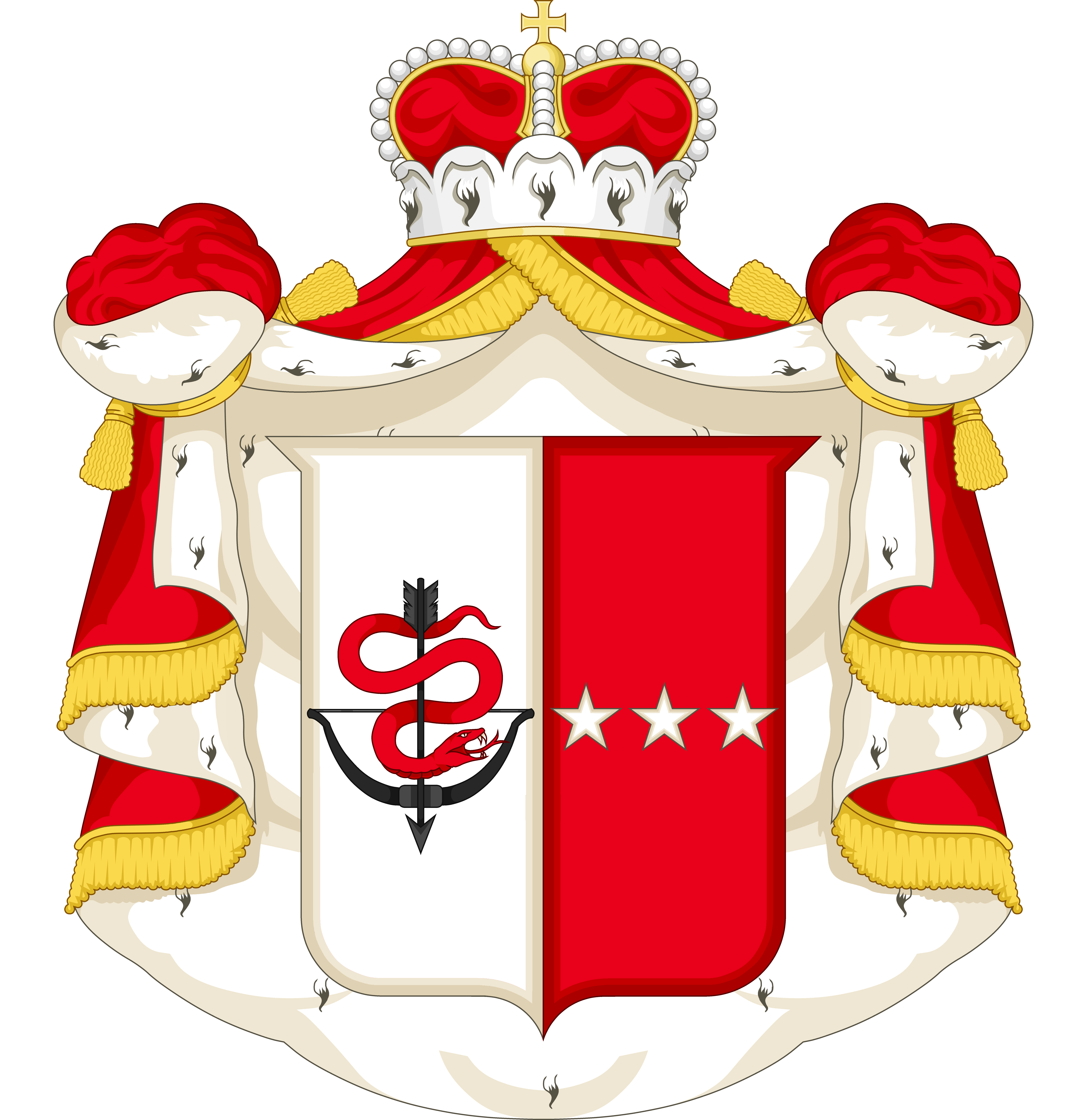
Blazonul de alianță dintre familia Challimachi și familia Moruzzi

Stema familiei Callimachi, conform reprezentării de pe un platou de faianță expus în Galeria Anticariat din Iași, în 2003, este descrisă astfel: scut de formă compozită (tip englez), despicat; în prima partițiune, un arc încordat, cu săgeata așezată în pal, vârful în jos, pe care este încolăcit un șarpe. În cea de-a doua partițiune, pe un câmp hașurat vertical, de smalț roșu, se află trei stele cu șase colțuri, dispuse orizontal. 
Scutul este plasat pe un mantou princiar, timbrat cu o coroană de rang princiar. Fiind despicat, se poate presupune că reprezintă un blazon de alianță între stema familiei Callimachi, în primul cartier, și cea a familiei Moruzzi, în al doilea. Având în vedere arborele genealogic al familiei Callimachi, este probabil ca această stemă să-i fi aparținut lui Teodor Callimachi (1836–1894), căsătorit cu Zenaida, fiica vornicului Alexandru Constantin Moruzzi.

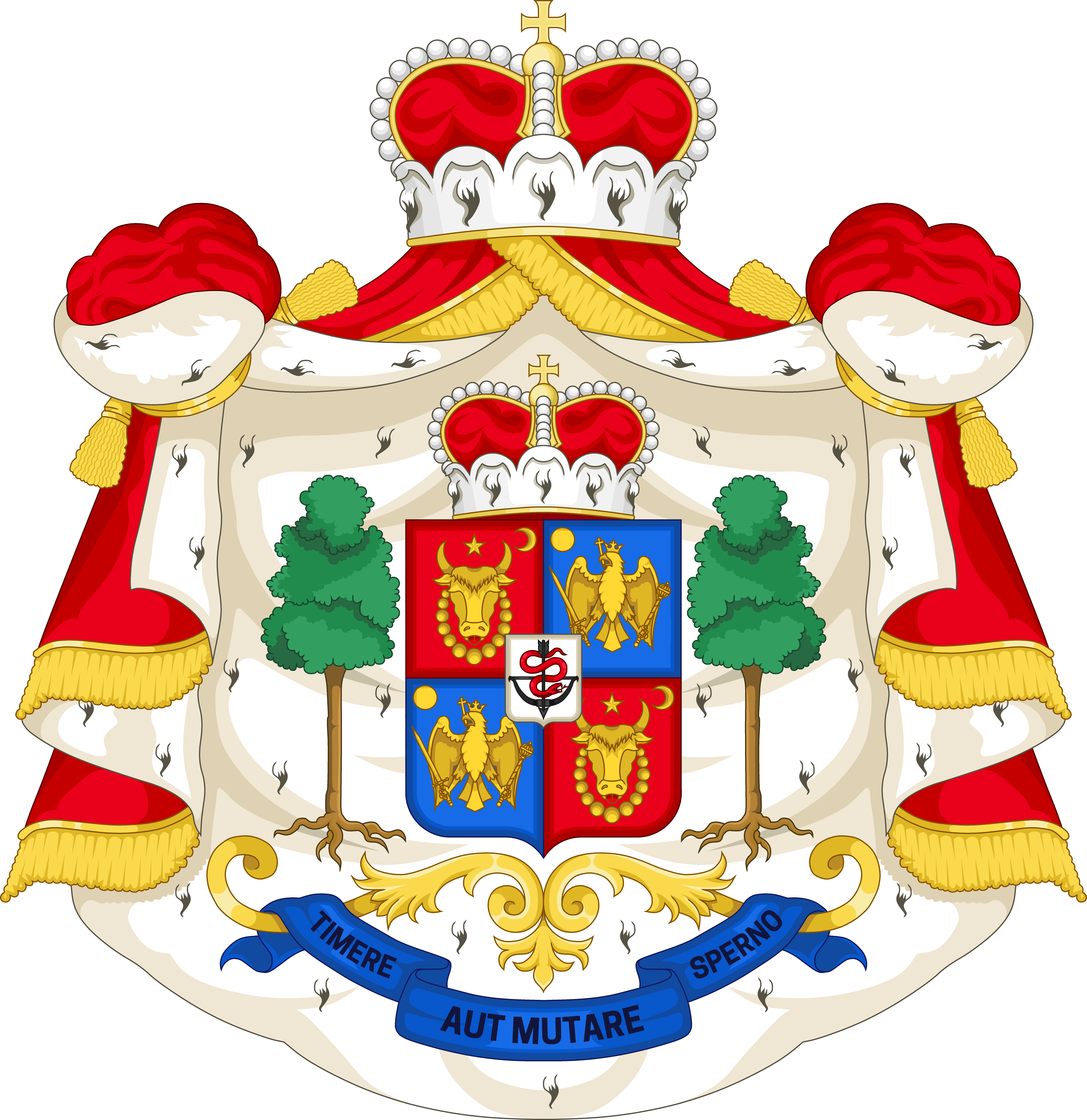
Blazonul familiei Callimachi, conform monografiei lui A.D. Xenopol

Monografia lui A.D. Xenopol, dedicată familiei Callimachi, prezintă în colț o stemă diferită a familiei: scut francez modern, scartelat, având în cartierele 1 și 4, pe roșu, capul de bour al Moldovei, de aur, iar în cartierele 2 și 3, pe azur, acvila Țării Românești, din același metal. Peste tot, într-un ecuson de argint, este reprodusă stema veche a familiei Callimachi: un arc cu săgeata neagră, așezată în pal, în jurul căreia se încolăcește un șarpe de aur. Scutul este timbrat cu o coroană princiară, cu o mantie roșie, căptușită cu hermină, fiind susținută de doi stejari dezrădăcinați, redați în culori naturale, simbolizănd originea familiei, zona Orheiului. Sub scut, un arabesc vegetal de aur susține o eșarfă albastră purtând deviza familiei: TIMERE AUT MUTARE SPERNO. În această variantă, în care stema familiei Moruzzi nu mai este prezentată explicit, asocierea stemelor Moldovei și Țării Românești evocă tot legăturile genealogice ale familiei Callimachi cu domnitorii care au stăpânit cele două principate dunărene.

## Membri ai familiei
- Ioan Teodor Callimachi – principe al Moldovei (1758-1761)
- Gavriil Callimachi – mitropolit al Salonicului (1745-1760) și al Moldovei (1760-1786)
- Grigore Callimachi – principe al Moldovei (1761-1764; 1767-1769)
- Alexandru Callimachi – principe al Moldovei (1795-1799)
- Ioan Callimachi - Mare Dragoman în iunie 1819 - februarie 1821
- Scarlat Callimachi – principe al Moldovei doar cu numele sub ocupația țaristă (1807-1810; 1812-1819) și apoi principe al Țării Românești (1821), împiedicat să urce pe tron de Revoluția de la 1821
- Alexandros Kallimachis – diplomat otoman – guvernator al insulei Samos (1850-1854)
- Scarlat Callimachi – activist comunist
- Andrew Calimach – poet